# بیرما (استان آمور)
بیرما (به لاتین: Birma) یک منطقهٔ مسکونی در روسیه است که در استان آمور واقع شده‌است.